# Acutotyphlops
Acutotyphlops — рід змій родини сліпунів (Typhlopidae). Представники цього роду мешкають в Папуа Новій Гвінеї, на Соломонових Островах і Філіппінах.

## Види
Рід Acutotyphlops нараховує 5 видів:
- Acutotyphlops banaorum Wallach et al., 2007[3]
- Acutotyphlops infralabialis (Waite, 1918)
- Acutotyphlops kunuaensis Wallach, 1995
- Acutotyphlops solomonis (Parker, 1939)
- Acutotyphlops subocularis (Waite, 1897)

## Етимологія
Наукова назва роду Acutotyphlops походить від сполучення слова лат. acutus — гостроконечний і дав.-гр. τυφλωψ — сліпун.